# Bretten
Bretten [bréten] je mesto v nemški zvezni deželi Baden-Württemberg.
Leži v štirikotniku Heidelberg-Karlsruhe-Heilbronn-Stuttgart. Prebivalstvo šteje okoli 28.000. 